# Tzitzak
Irene, född Tzitzak okänt år, död cirka 750, var en bysantinsk kejsarinna, gift med kejsar Konstantin V.
Hon var dotter till Khazarernas furste Khagan Bihar.  Kejsar Leo III föreslog år 732 äktenskapet mellan sin tronarvinge Konstantin och någon av khaganens döttrar för att skapa en politisk allians mot de ständiga arabiska attackerna mot det bysantinska riket. 
Khagan Bihar gick med på förslaget och sände sin dotter Tzitzak till Konstantinopel, där hon förlovades med den fjortonåriga Konstantin.  Hon konverterade till kristendomen (från tengriismen eller judendomen) inför äktenskapet och fick vid dopet namnet Irene, som betyder fred och som kom att bli ett vanligt namn för de utländska kvinnor som gifte in sig i kejsarhuset. Hennes främmande bröllopsklädnad inspirerade till en ny mansdräkt kallad tzitzakion.
Hennes födelseår är okänt, men hon var troligen mycket ung, yngre än brudgummen och troligen ännu inte i puberteten, eftersom hon bara fick ett barn, och det först 18 år efter giftermålet. Theofanes Confessor uppger att Irene blev mycket from och med sitt exempel var överlägsen sin make och svärfar, och antyder att hon till skillnad från dem stödde ikonbruk.  Det framstår som troligt att Irene avled i barnsäng i januari 750, eftersom hennes barn föddes i just januari 1750, och hennes make gifte om sig redan senare samma år. 
Det har föreslagits att sedvänjan med brudvisning introducerades i Bysans genom Irene, men det finns ingenting som bekräftar det.
Barn
- Leo IV (kejsare)